# Возз'єднання сімейки Адамсів
Возз'єднання сімейки Адамсів (англ. Addams Family Reunion) — американський комедійний фільм жахів 1998 року, оснований на персонажах, створених художником-мультиплікатором Чарлзом Адамсом. Фільм, знятий Дейвом Пейном, мав стати пілотним проєктом для нового запропонованого телесеріалу, створеного Saban. У фільмі зіграли Деріл Ганна та Тім Каррі в ролях Мортиції та Ґомеса Адамса відповідно, тоді як Карел Стрюкен і рука Крістофера Гарта є єдиними, хто повторив свої ролі з останніх двох фільмів. Сюжет фільму зосереджений на ексцентричній, моторошній аристократичній родині Адамсів, яка помилково потрапляє на не те возз'єднання сім'ї та стикається з чоловіком (Ед Беглі молодший), який готовий вчинити вбивство, аби успадкувати статок.
Пейн мав намір надати фільму похмурого, гострого тону, але Saban втрутилися в розробку, наполягаючи на тому, щоб історія була спрямована суто на розваги дітей і в ній була відсутня бльша частина чорної комедії та сатири попередніх фільмів. Saban також хотіли, щоб Пейн імітував деякі аспекти популярних фільмів Paramount Pictures 1991–93 років і телесеріалу 1964 року, і відкидав будь-які оригінальні ідеї, розроблені Пейном і сценаристами фільму. Як наслідок, фільм був погано сприйнятий критиками, які засудили сценарій фільму, спецефекти, постановочне оформлення та більшу частину акторської гри, водночас вдмітивши непогану гру Тіма Каррі, називаючи його ледь чи не найкращою частиною фільму.

## Сюжет
Дізнавшись, що у його бабусі й дідуся розвинулася «хвороба Вальцгеймера», хвороба, яка поступово перетворює їх на «нормальних», Ґомес планує возз'єднання сім'ї, сподіваючись, що якась гілка його величезного родинного дерева знайде ліки. Однак Ґомес надсилає листівку, написану кров'ю, яка пошкоджує машини компанії, яка організовує возз'єднання, і призводить до того, що Адамс надсилає не те запрошення.
Ґомес, Мортиція, Фестер, Ларч і бабуся з дідусем їдуть на розкішний курорт для сімейного возз'єднання. Ґомес зустрічає психіатра доктора Філіпа Адамса, який планує отруїти свого багатого батька Волтера Адамса і змінити його заповіт. Ґомес сподівається, що доктор Адамс зможе вилікувати його бабусю і дідуся.
Брат Філіпа та його дружина, які прямують на зустріч, отримують неправильну адресу, і вони потрапляють у особняк родини Адамсів, де живуть бабуся та кузен Ітт. Вони залишаються там як гості, але все частіше зазнають жорстокого поводження з боку господарів. Бабуся дізнається, що її гостя вегетаріанка, тому годує її смертоносним пасльоном. Кузен Ітт грає в покер з чоловіком і виграє більшу частину його статку.
Паґслі закохується в Джину Адамс, молоду дівчину в окулярах. Венздей протистоїть двом своїм новим снобістським «кузенам», дітям Філіпа. Ларч рятує матір Джини від утоплення в басейні. Він закохується в жінку, а вона відчуває до нього огиду. Волтер Адамс висловлює свою ненависть до свого сина та більшої частини його родини. Фестер і Річ роблять усе можливе, щоб схопити Бутчера, мутоване цуценя Фестера, який харчується людським волоссям.
Філіп спочатку відмовляється будь-яким чином допомагати Ґомесу, але погоджується на парі. Якщо він переможе Ґомеса в грі, то заробить тисячі доларів. Якщо Ґомес переможе, Філіп запропонує йому свої послуги. Філіп занадто самовпевнений, оскільки є чемпіоном у багатьох іграх. Але Ґомес легко перемагає його у дартс, настільний теніс і великий теніс. Протягом змагань Філіпа публічно принижують.
Замість того, щоб запропонувати свої послуги, як було домовлено, розлючений Філіп публічно нападає на Ґомеса. Вони ведуть бійку на ножах, яку врешті-решт виграє Ґомес. Поки Ґомес тримає ніж біля горла Філіпа, прибуває поліція. Ґомес і Мортиція заарештовані за замах на вбивство, Паґслі і Венздей заарештовані за те, що розкопали могилу засновників курорту. Фестера вважають божевільним і він стає психічно хворим, тоді як Бутчер і Річ потрапляють в полон до ловця собак-садистів. Ларча живцем поховала Венздей, і йому не вдалося втекти.
Паґслі та Венздей забирає служба у справах дітей і передають їх у прийомну сім'ю до дружини Філіпа. Тим часом Філіп отримує опіку над Фестером і катує його електричним стільцем. Раніше він використовував це крісло для тортур інших пацієнтів. Собачник планує згодувати Річ одному зі своїх собак. Ґомес і Мортиція не можуть втекти з камери поліції.
Волтер Адамс захопився Ґомесом і сплачує заставу за нього та Мортицію. Він допомагає їм врятувати Ларча, який потім допомагає врятувати решту сім'ї. Паґслі та Венздей мучили свою прийомну сім'ю, але щасливо возз'єдналися зі своїми батьками. Сім'я Адамсів прив'язує Філіпа до його власного електричного стільця, і його катують пацієнти.
Родина Адамсів зрештою повертається до свого особняка та залишає своїх «нормальних» дідусів і бабусь на піклування дружини Філіпа. Венздей розважається, запалюючи феєрверки, а Паґслі здається меланхолійним. Ґомес запитує його, чи сумує він за Джиною, але Паґслі натомість сумує, бо забув свою «сибірську петарду» вдома у прийомній родині.
У цей момент з'ясовується, що «петарда» була ядерною зброєю, і сім'я Адамс стала свідком віддаленого ядерного вибуху, яка стала наслідком, очевидно, саме вищезгаданої петарди. Мортиція коментує, що ядерна зима швидко наближається, і що вона почувається похмуро. Ґомес і Мортиція цілуються, закінчуючи фільм.

## Акторський склад та персонажі
| Актор                 | Роль                   |
| --------------------- | ---------------------- |
| Тім Каррі             | Ґомес Адамс            |
| Деріл Ганна           | Мортиція Адамс         |
| Ніколь Фуґер          | Венздей Адамс          |
| Джеррі Мессінг        | Паґслі Адамс           |
| Патрік Томас          | дядько Фестер Адамс    |
| Карел Стрюкен         | Ларч                   |
| рука Крістофера Гарта | Річ                    |
| Еліс Ґостлі           | бабуся Адамс           |
| Кевін Маккарті        | прадід Мортімер Адамс  |
| Естель Гарріс         | прабабуся Даліла Адамс |
| Гейлі Дафф            | Джина Адамс            |
| Філ Фондакаро         | кузен Ітт              |
| Ед Беґлі молодший     | доктор Філіп Адамс     |
| Рей Волстон           | Волтер Адамс           |
| Діана Делано          | Долорес Адамс          |
| Гайді Ноель Ленгарт   | Мелінда Адамс          |
| Гіларі Шепард Тернер  | Кетрін Адамс           |
| Роджер Галстон        | Джефф Адамс            |
| Клінт Говард          | собачник               |
| Конрад Дженіс         | Hotel Bar Patron       |
| Лі Тейлор-Янг         | Патріс                 |

## Виробництво

### Попереднє виробництво
Після успіху кінопрокату Родини Адамсів, що вийшов 1991 року та його продовження 1993 року, Моральні цінності сімейки Адамсів, Saban домовилися про купівлю прав на виробництво домашнього відео для бренду Родина Адамсів, щоб скористатися перевагами ринку direct-to-video. Через несприятливі комерційні результати «Моральних цінностей сімейки Адамсів», а також через смерть Рауля Хуліа, який зіграв Ґомеса Адамса, Paramount Pictures зрештою вирішила не знімати третій фільм, внаслідок чого Сабан вирішив перезапустити франшизу.
«Возз'єднання сімейки Адамсів» був спродюсований Saban разом із Warner Bros. Обидві студії планували створити новий серіал під назвою «Нова сімейка Адамсів» і мали намір випустити двогодинний пілотний фільм для цього серіалу, який згодом став «Возз'єднанням сімейки Адамсів». Saban планували прем'єру фільму в кабельній мережі, що належить компанії, перш ніж випустити його на відео, і продовжити все телесеріалом, якщо фільм вдасться.
Сценарій «Возз'єднання сімейки Адамсів» був написаний Робом Керчнером, який мав досвід написання численних сиквелів direct-to-video, та Скоттом Сандіном; Saban хотіли, щоб сценарій був розрахований лише на дітей і мало намагався залучити дорослу авдиторію. Режисером найняли Дейва Пейна, який отримав свій режисерський досвід від створення низькобюджетних фільмів жахів для Роджера Кормана .
За словами Пейна, Saban придбали права на роботи Чарлза Адамса, і він відчував, що може почати все заново і створити фільм у жанрі темного фентезі, порівнюючи підхід, який він хотів застосувати як режисер, із братами Коенами. Проте, каже Пейн, Saban хотіли, щоб він імітував фільми Баррі Зонненфельда та телешоу 1964 року, і усі оригінальні ідеї, які пропонували Пейн і сценаристи, були відхилені. Крім того, що у фільмі відсутня чорна комедія попередніх частин, Натан Рабін також сказав, що у «Возз'єднанні родини Адамс» мало комедійної сатири з фільмів Зонненфельда; за словами Рабіна, єдиний сатиричний аспект фільму полягає в тому, що «нормальна» сім'я Адамсів, на чиє возз'єднання помилково прийшли Адамси, «виявляється набагато підступнішою, потураючою та злою, ніж хворобливий, але переважно добрий клан Адамсів».

### Кастинг

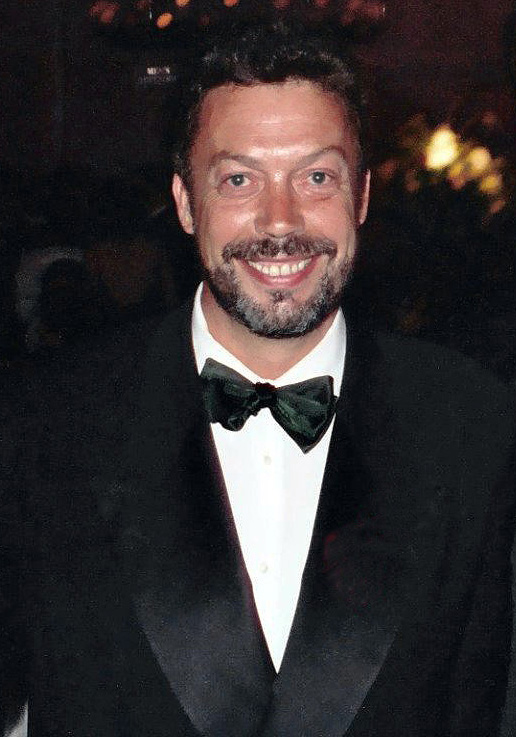
Тім Каррі отримав похвалу за виконання ролі Ґомеса Адамса. Хоча на фільм лишили багато поганих рецензій, критики назвали гру Каррі найкращою частиною фільму.

Продюсери хотіли подолати розрив між фільмами Paramount і новим серіалом і звернулися до Анжеліки Г'юстон і Крістофера Ллойда, щоб вони повторили їхні ролі Мортиції Адамс і дядька Фестера, але обидва відмовилися з поваги до Рауля Хулія. Крістіна Річчі та Джиммі Воркмен були надто старі, щоб повторити свої ролі Венздей та Паґслі Адамсів. Єдиними акторами, які повторили свої ролі з фільмів Paramount, були Карел Страйкен у ролі Ларча та Крістофер Гарт у ролі Речі .
За ролі Ґомеса та Мортиції Адамс взялися Тім Каррі та Деріл Ганна, Пет Томас отримав роль Фестера, а Ніколь Фуґер - Венздей, яку вона згодом повторить у телесеріалі «Нова сімейка Адамсів», єдина з акторського складу фільму, яка це зробила. За словами Пейна, він і Каррі вважали, що Ґомеса слід грати «дивно», на відміну від латиноамериканського лотаріо, якого Рауль Хулія створив для фільмів Paramount. Значна частина акторського складу фільму, включаючи Еліс Ґостлі, Рея Волстона, Клінта Говарда та Еда Беглі молодшого, знялася в численних direct-to-video фільмах.

### Фільмування
Фільмування «Возз'єднання сімейки Адамсів» проходили в Лос-Анджелесі, штат Каліфорнія, за 30-денним графіком. Ед Беглі мол. прибув на знімальний майданчик непідготовленим до свого першого дня знімання як професіонала тенісу, пояснюючи, що він не має уявлення, як грати в теніс, внаслідок чого режисер обігрував нездатність Беглі займатися спортом, а акторові також було важко костюм, тому що, як відданий захисник природи, Беглі не носив би одяг тваринного походження, наприклад шкіру.

## Музика
Відому музичну пісню шоу було виконано у ду-воп виконанні групи Strate Vocalz, яку Yahoo! описаний як «жахливу». За словами Пейна, він розробив «похмуру та різку» музику заставки із відповідною музикою композитора фільму, але Saban, без його відома, замінили опенінг і оригінальну музику на «якийсь бойз-бенд, у яскравих флуоресцентних сорочках».

## Оцінки та відгуки
Возз'єднання сімейки Адамсів вийшло у форматі Direct-to-video.
Фільм погано прийняли критики, його оцінили гірше порівняно з фільмами Paramount, які, як вважали рецензенти, Saban і Warner Bros. намагалися безуспішн, імітувати  . Натан Рабін писав, що «діалоги жахливі, акторська комедія [...] [і] режисура [є] нічим не примітною». Інші пункти критики, висловлені в негативних відгуках, включали погану CGI-графіку  і дешевий дизайн виробництва. Однак Bloody Disgusting, Den of Geek і Натан Рабін високо оцінили гру Тіма Каррі в ролі Ґомеса Адамса  .